# Andrena phenax
Andrena phenax är en biart som beskrevs av Cockerell 1898. Andrena phenax ingår i släktet sandbin, och familjen grävbin. Inga underarter finns listade i Catalogue of Life.